# ジェラール・フィリップ
ジェラール・フィリップ（Gérard Philipe, 1922年12月4日 - 1959年11月25日、本名はGérard Albert Philip）は、フランスの俳優。愛称はファンファン（Fanfan）。また、フランスのジェームズ・ディーンとも呼ばれている。
カンヌ出身。1940年代後半から1950年代のフランス映画界で、二枚目スターとして活躍、1950年代のフランスの美としてその人気を不動のものとした。

## 生涯
南フランスのカンヌにあるパーク･パラス･ホテルの支配人の二男として生まれる。幼い頃のあだ名はジェジェで、やんちゃで甘えん坊だったという。第二次大戦中は、法律家を目指して専門学校に通い始めていたが、ちょうどその頃、ナチスに占領されたパリからカンヌに逃れてきた、母親の知人である映画監督マルク・アレグレを初め、多くの演劇関係者たちと出会ったことから、映画や演劇の世界に魅了され、俳優の道を志すようになる。
カンヌの演劇学校を経て、クロード・ドーファンの一座に入り、1942年、ニースにあるカジノ座で初舞台を踏んだ。戦争が激化にするにつれて、フィリップは巡業に出てフランス各地を回る。1943年には端役ながらも『夢の箱』に映画デビューした。第二次大戦後は、さらに演技を磨くために、名門フランス国立高等演劇学校に入学、勉強のかたわら映画や舞台に出演し、そして1945年、『星のない国』で初主演を果たす。映画自体の評価は低かったが、一方の舞台は、堂々と主役を演じて大好評となった。
学校の方も優秀な成績で卒業し、1946年にはドストエフスキー原作の『白痴』のムイシュキン公爵を演じた。この頃からその水際立った美男子ぶりと高い演技力から人気に火がつきはじめ、そして1947年、レイモン・ラディゲ原作、クロード・オータン＝ララ監督の『肉体の悪魔』で、その人気をフランスのみならず世界的なものに決定付けた。その後も同年に『パルムの僧院』、1948年に『すべての道はローマへ』、1949年に『悪魔の美しさ』、1950年に『愛人ジュリエット』に立て続けに主演。1951年には自身の代表作の一つとなる『花咲ける騎士道』でファンファン・ラ・チューリップを演じ、日本でも人気に火がつき、以降フィリップにファンファンの愛称がついた。また映画出演のかたわら、舞台にも欠かさず出演していた。1952年に5歳年上の元ジャーナリストのアンヌ＝マリー＝ニコール・フールカードと結婚、その後2人の子を儲ける。ちなみにこの映画のファンであった岡田眞澄もそれにあやかってファンファンと呼ばれていた。

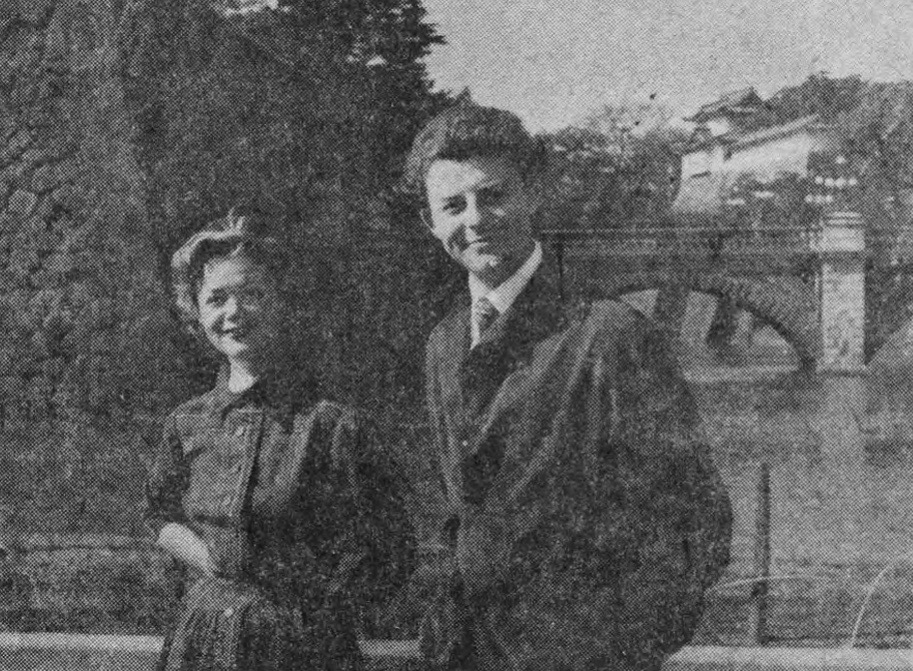
1953年10月18日から28日にかけて、第1回「フランス映画祭」（主催：ユニフランス・フィルム）が東京、大阪、京都の各都市で開催された。映画祭に参加するためアンドレ・カイヤット、シモーヌ・シモン、ジェラール・フィリップが来日した。写真は皇居の二重橋を訪れたシモンとフィリップ。

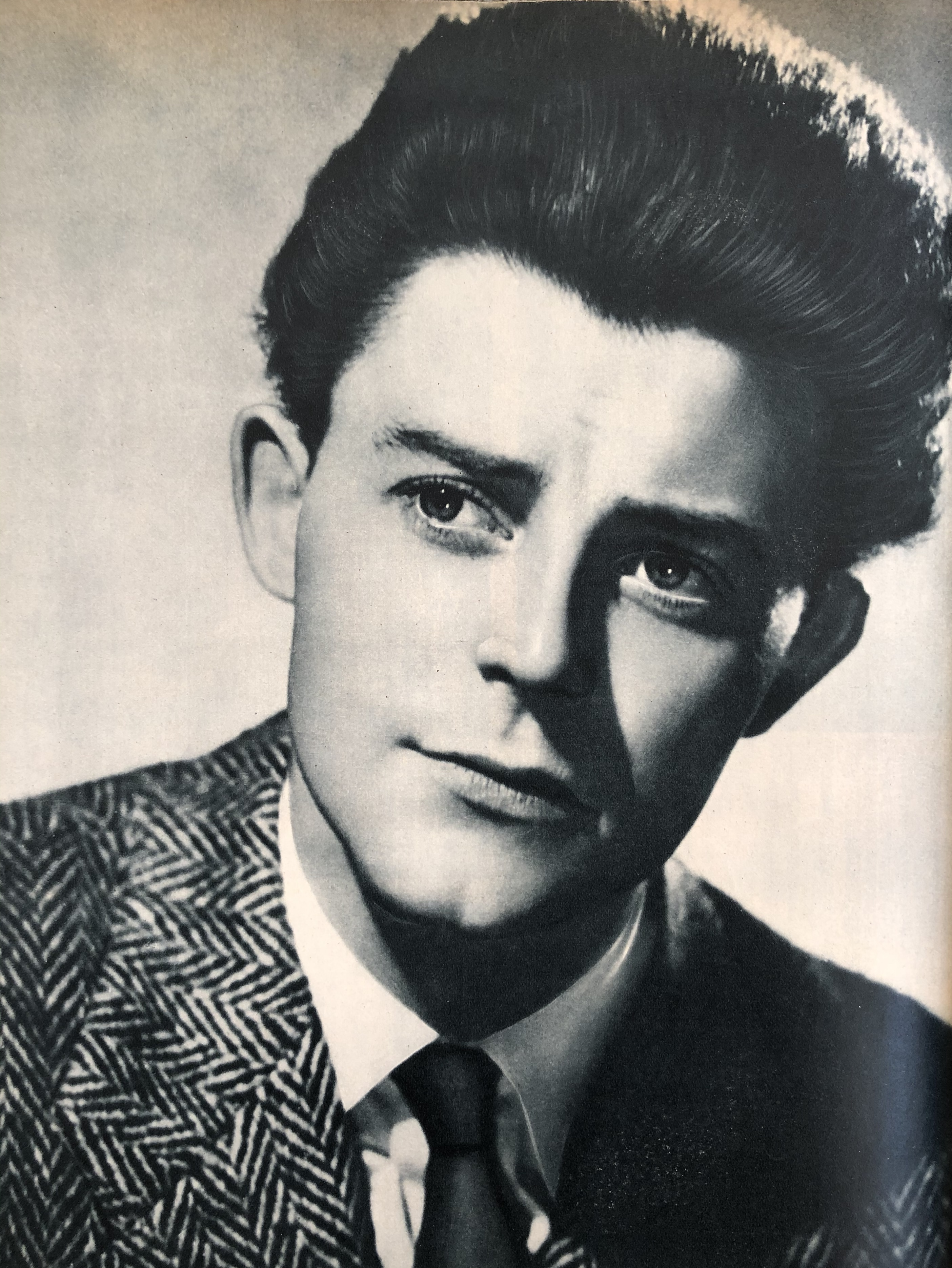
1954年

1953年10月16日、第1回「フランス映画祭」に参加するため来日。フランス映画祭は10月18日から28日にかけて東京、大阪、京都の3都市で開催され、フィリップが主演した『夜ごとの美女』『肉体の悪魔』『輪舞』のほか、『浮気なカロリーヌ』『嘆きのテレーズ』『裁きは終りぬ』『恐怖の報酬』『失われた想い出』『陽気なドン・カミロ』の計9本の長編と、短編2本が上映された。20日にはアンドレ・カイヤットとシモーヌ・シモンも来日した。10月23日に高輪光輪閣で行われたパーティーには、京マチ子、山田五十鈴、高峰秀子、池部良、三益愛子、早川雪洲、木下惠介監督らが出席した。そのときのフィリップの印象について、高峰は雑誌『映画の友』1954年1月号の記事で『逢へば逢ふ程、自然だし、見れば見る程、優雅だし、話せば話す程、そのデリカシイにはただただ感心するばかり、（中略）言ふなれば、「気に入っちゃった」である。（抜粋）』と述べている。
同年のルネ・クレマン監督の『しのび逢い』に主演、1954年にはスタンダール原作の文芸映画『赤と黒』で、ダニエル・ダリューを相手役に主演、それぞれ絶賛を浴びた。ブリジット・バルドーは後年に書いた自伝で、新人時代に映画『夜の騎士道』で共演したフィリップを『彼は生きながらにして、すでに伝説の人だった。』と述べている。
1956年には念願だった映画監督に挑戦し、『戦いの鐘は高らかに（ティル・オイレンシュピーゲルの冒険）』を撮るも、映画は不評で、監督作はこの1本だけとなってしまった。1957年からは一俳優として、『モンパルナスの灯』で36歳で世を去った天才画家モディリアーニを熱演し、再び絶賛された。
1959年、新進気鋭のロジェ・ヴァディム監督によるラクロ原作の『危険な関係』にジャンヌ・モローを相手役に主演するも、『熱狂はエル・パオに達す』のロケ中に体調を崩し、ヌーヴェルヴァーグ時代に突入したフランス映画界を見ることもなく、11月25日に肝臓ガンにて帰らぬ人となった。奇しくもモディリアーニと同じ享年36歳の短すぎる生涯だった。
墓地は妻アンヌ（1990年に73歳で亡くなった）と共に、南フランスのラマチュエルにある。また故郷のカンヌ駅から北西350mに位置し、6つの通りが乗り入れるラウンドアバウトは「ジェラール・フィリップ広場」と名付けられ、広場に設置された地名標識には広場の名称と共にフィリップの生年と没年が記載されている。

## 主な出演作品
| 公開年 | 邦題 原題                                                     | 役名                        | 備考           |
| ------ | ------------------------------------------------------------- | --------------------------- | -------------- |
| 1946   | 星のない国 Le pays sans étoiles                               | シモン／フレデリック        |                |
| 1946   | 白痴 L'idiot                                                  |                             |                |
| 1947   | 肉体の悪魔 Le diable au corps                                 | フランソワ                  |                |
| 1948   | パルムの僧院 La Chartreuse de Parme                           | ファブリス・デル・ドンゴ    |                |
| 1949   | 美しき小さな浜辺 Une si jolie petite plage                    | ピエール                    |                |
| 1949   | すべての道はローマへ Tous les chemins mènent à Rome           | ガブリエル                  |                |
| 1950   | 悪魔の美しさ La beauté du diable                              |                             |                |
| 1950   | 輪舞 La ronde                                                 | Le comte                    |                |
| 1950   | 失われた想い出 Souvenirs perdus                               | ジェラール                  |                |
| 1951   | 愛人ジュリエット Juliette ou La clef des songes               | ミシェル                    |                |
| 1952   | 花咲ける騎士道 Fanfan la Tulipe                               | ファンファン                |                |
| 1952   | 七つの大罪 Les sept péchés capitaux                           | Le meneur de jeu/Le peintre |                |
| 1952   | 夜ごとの美女 Les belles de nuit                               | クロード                    |                |
| 1953   | 狂熱の孤独 Les orgueilleux                                    | ジョルジュ                  |                |
| 1954   | しのび逢い Monsieur Ripois                                    | アンドレ                    |                |
| 1954   | 赤と黒 Le rouge et le noir                                    | ジュリヤン・ソレル          |                |
| 1955   | 夜の騎士道 Les grandes manoeuvres                             | Armand de la Verne          |                |
| 1956   | 戦いの鐘は高らかに Les aventures de Till L'Espiègle           | ティル                      | 監督/脚本/出演 |
| 1957   | 奥様ご用心 Pot-Bouille                                        | Octave Mouret               |                |
| 1958   | モンパルナスの灯 Les amants de Montparnasse (Montparnasse 19) | アメデオ・モディリアーニ    |                |
| 1958   | 勝負師 Le joueur                                              | アレクセイ・イワノヴィチ    |                |
| 1959   | 危険な関係 Les liaisons dangereuses                           | ヴァルモン                  |                |
| 1959   | 熱狂はエル・パオに達す La fièvre monte à El Pao               | ラモン                      |                |

## 主な文献
- アンヌ・フィリップ『ためいきのとき　若き夫ジェラール・フィリップの死』

角田房子訳、平凡社、1983年／ちくま文庫、1996年
- 『映画よ夢の貴公子よ　回想のジェラール・フィリップ』

アンヌ・フィリップ、クロード・ロワ編、山崎剛太郎訳、早川書房、1983年
- ジェラール・ボナル『ジェラール・フィリップ　伝記』堀茂樹訳、筑摩書房、1996年
- ジェローム・ガルサン『ジェラール・フィリップ 最後の冬』深田孝太朗訳、中央公論新社、2022年
- 『ジェラール・フィリップ　花咲ける貴公子』筈見有弘責任編集

芳賀書店「シネアルバム」、1984年。以下はアルバム
- 『ジェラール・フィリップ　瑕のないダイヤモンド』福田千秋責任編集

芳賀書店「デラックスカラーシネアルバム」、1996年
- 『アニエス・ヴァルダによるジェラール・フィリップ』キネマ旬報社、1998年
- ジェラール・ボナル『ジェラール・フィリップ　アルバム』

坂斉公子・上野良子・三田村京子訳、ワイズ出版、2000年
- 『ジェラール・フィリップ　面影を慕われ続けるフランスの貴公子』近代映画社「スクリーン・デラックス」、2009年
- 『ジェラール・フィリップ　生誕90年　フランスの美しき名優』開発社、2012年

## 参照
1. 1 2  『スタア』1954年1月号、株式会社スタア、「フランス映画祭 ジェラール・フィリップ シモーヌ・シモン アンドレ・カイヤット 来る」。
2. ↑  『映画評論』1953年12月号。
3. ↑  訳書は『ブリジット・バルドー自伝 イニシャルはBB』（渡辺隆司訳、早川書房、1997年）
4. ↑  “Google Map”. 2021年6月21日閲覧。